# Botola 2 2022-2023
La Botola 2 2022-2023 è stata la 61ª edizione della seconda divisione del campionato marocchino di calcio. La stagione è cominciata il 9 settembre 2022 ed è terminata il 18 giugno 2023.

## Stagione

### Novità
Rispetto alla stagione precedente, le retrocesse TAS Casablanca e Marrakech sono state sostituite dalle promosse dal Championnat National Amateur Ittifaq Marrakech e Widad Temara e le promosse in Botola 1 Moghreb Tétouan e Union Touarga sono state sostituite dalle retrocesse dalla Botola 1 2021-2022 Youssoufia Berrechid e Rapide Oued Zem.

### Formula
Vi partecipano 16 squadre che si affrontano due volte per un totale di 30 giornate. Per ogni partita sono assegnati tre punti in caso di vittoria, uno in caso di pareggio e zero in caso di sconfitta. Le prime due classificate vengono ammesse alla Botola 1 Pro 2023-2024, mentre le ultime due classificate retrocedono nello Championnat National Amateur 2023-2024.

## Squadre partecipanti
| Club                 | Stagione | Città              | Stadio                         | Stagione precedente                      |
| -------------------- | -------- | ------------------ | ------------------------------ | ---------------------------------------- |
| AS Salé              | dettagli | Salé               | Stade Boubker Ammar            | 7ª classificata                          |
| CA Khénifra          | dettagli | Khenifra           | Stadio municipale              | 13ª classificata                         |
| CJ Ben Guerir        | dettagli | Ben Guerir         | Stadio municipale              | 9ª classificata                          |
| Ittifaq Marrakech    | dettagli | Marrakech          | Stade du 20-Août               | Promossa da Championnat National Amateur |
| JSM                  | dettagli | El Aaiún           | Stadio Sceicco Mohamed Laghdaf | 5ª classificata                          |
| Ittihad Khemisset    | dettagli | Khemisset          | Stadio di 18 novembre          | 8ª classificata                          |
| Musulmane Oujda      | dettagli | Casablanca         | Stadio Mohamed V               | 14ª classificata                         |
| Olympique Dcheira    | dettagli | Dcheira El Jihadia | Stade Ahmed Fana               | 4ª classificata                          |
| Racing Casablanca    | dettagli | Casablanca         | Stade Père Jégo                | 11ª classificata                         |
| Raja Beni Mellal     | dettagli | Béni Mellal        | Stade d'honneur de Beni Mellal | 10ª classificata                         |
| Rapide Oued Zem      | dettagli | Oued Zem           | Stadio municipale              | Retrocessa da Botola 1                   |
| Renaissance Zemamra  | dettagli | Zemamra            | Stade Ahmed Choukri            | 3ª classificata                          |
| Stade Marocain       | dettagli | Rabat              | Stade Ahmed-Chhoude            | 6ª classificata                          |
| Widad Temara         | dettagli | Temara             | Stade Yacoub El Mansour        | Promossa da Championnat National Amateur |
| Wydad Fès            | dettagli | Fès                | Stadio di Fès                  | 12ª classificata                         |
| Youssoufia Berrechid | dettagli | Berrechid          | Stadio municipale              | Retrocessa da Botola 1                   |

## Classifica
|  | Pos. | Squadra              | Pt | G  | V  | N  | P  | GF | GS | DR  |
|  | ---- | -------------------- | -- | -- | -- | -- | -- | -- | -- | --- |
|  | 1.   | Renaissance Zemamra  | 54 | 30 | 15 | 9  | 6  | 29 | 15 | +14 |
|  | 2.   | Youssoufia Berrechid | 52 | 30 | 16 | 4  | 10 | 34 | 26 | +8  |
|  | 3.   | Stade Marocain       | 52 | 30 | 14 | 10 | 6  | 38 | 27 | +11 |
|  | 4.   | Rapide Oued Zem      | 49 | 30 | 12 | 13 | 5  | 40 | 28 | +12 |
|  | 5.   | Olympique Dcheira    | 44 | 30 | 11 | 11 | 8  | 36 | 27 | +9  |
|  | 6.   | Musulmane Oujda      | 41 | 30 | 9  | 14 | 7  | 21 | 23 | -2  |
|  | 7.   | CJ Ben Guerir        | 40 | 30 | 9  | 13 | 8  | 26 | 19 | +7  |
|  | 8.   | JSM                  | 39 | 30 | 9  | 12 | 9  | 38 | 39 | -1  |
|  | 9.   | CA Khénifra          | 37 | 30 | 9  | 10 | 11 | 33 | 38 | -5  |
|  | 10.  | Wydad Fès            | 37 | 30 | 9  | 10 | 11 | 30 | 36 | -6  |
|  | 11.  | Ittifaq Marrakech    | 36 | 30 | 7  | 15 | 8  | 31 | 33 | -2  |
|  | 12.  | Racing Casablanca    | 36 | 30 | 7  | 15 | 8  | 28 | 31 | -3  |
|  | 13.  | AS Salé              | 34 | 30 | 8  | 10 | 12 | 39 | 43 | -4  |
|  | 14.  | Raja Beni Mellal     | 31 | 30 | 7  | 10 | 13 | 24 | 36 | -12 |
|  | 15.  | Ittihad Khemisset    | 28 | 30 | 6  | 10 | 14 | 18 | 30 | -12 |
|  | 16.  | Widad Temara         | 23 | 30 | 5  | 8  | 17 | 20 | 34 | -14 |

Legenda:
      Promosse in Botola 1 Pro
      Retrocesse in Championnat National Amateur.